# 乌拉斯
乌拉斯（義大利語：Uras），是意大利奥里斯塔诺省的一个市镇。总面积39.36平方公里，人口2992人，人口密度76.0人/平方公里（2009年）。ISTAT代码为095069。